# Argentina International
Die Argentina International sind die offenen internationalen Meisterschaften von Argentinien im Badminton. Austragungen sind seit 1997 dokumentiert.

## Die Sieger
| Saison    | Herreneinzel      | Dameneinzel            | Herrendoppel                     | Damendoppel                                | Mixed                                |
| --------- | ----------------- | ---------------------- | -------------------------------- | ------------------------------------------ | ------------------------------------ |
| 1997      | Mario Carulla     | Adrienn Kocsis         | Mario Carulla Federico Valdez    | Pilar Bellido Ximena Bellido               | Mario Carulla Adrienn Kocsis         |
| 1998      | Richard Vaughan   | Joanne Muggeridge      | Guilherme Pardo Ricardo Trevelin | Ximena Bellido Lorena Blanco               | Oscar Brandon Adrienn Kocsis         |
| 1999      | Tam Kai Chuen     | Kara Solmundson        | Ma Che Kong Yau Tsz Yuk          | Sandra Jimeno Doriana Rivera               | Ana Ferreira Hugo Rodrigues          |
| 2000      | Luis Lopezllera   | Gabriella Rodríguez    | Luis Lopezllera Bernardo Monreal | Laura Amaya Gabriella Rodríguez            | Luis Lopezllera Gabriella Rodríguez  |
| 2012      | Joe Wu            | Chou Ting Ting         | Gan Teik Chai Ong Soon Hock      | Chou Ting Ting Camila Macaya               | Esteban Mujica Chou Ting Ting        |
| 2013      | Arnaud Génin      | Lohaynny Vicente       | Hugo Arthuso Alex Tjong          | Paula Pereira Lohaynny Vicente             | Lino Muñoz Cynthia González          |
| 2014      | Kevin Cordón      | Iris Wang              | Jonathan Solís Rodolfo Ramírez   | Lohaynny Vicente Luana Vicente             | Alex Tjong Lohaynny Vicente          |
| 2015      | Bjorn Seguin      | Elisabeth Baldauf      | Job Castillo Lino Muñoz          | Haramara Gaitan Sabrina Solis              | David Obernosterer Elisabeth Baldauf |
| 2016      | Dino Delmastro    | Barbara Maria Berruezo | Javier De Paepe Martin Trejo     | nicht ausgetragen                          | Mateo Delmastro Micaela Suárez       |
| 2017      | nicht ausgetragen | nicht ausgetragen      | nicht ausgetragen                | nicht ausgetragen                          | nicht ausgetragen                    |
| 2018      | Fabrício Farias   | Jaqueline Lima         | Enrico Baroni Giovanni Toti      | Florencia Bernatene Barbara Maria Berruezo | Fabrício Farias Jaqueline Lima       |
| 2019 2024 | nicht ausgetragen | nicht ausgetragen      | nicht ausgetragen                | nicht ausgetragen                          | nicht ausgetragen                    |